# Alain Puisieux
 (juillet 2023).
La mise en forme du texte ne suit pas les recommandations de Wikipédia : il faut le « wikifier ».
Les points d'amélioration suivants sont les cas les plus fréquents. Le détail des points à revoir est peut-être précisé sur la page de discussion.
- Les titres sont pré-formatés par le logiciel. Ils ne sont ni en capitales, ni en gras.
- Le texte ne doit pas être écrit en capitales (les noms de famille non plus), ni en gras, ni en italique, ni en « petit »…
- Le gras n'est utilisé que pour surligner le titre de l'article dans l'introduction, une seule fois.
- L'italique est rarement utilisé : mots en langue étrangère, titres d'œuvres, noms de bateaux, etc.
- Les citations ne sont pas en italique mais en corps de texte normal. Elles sont entourées par des guillemets français : « et ».
- Les listes à puces sont à éviter, des paragraphes rédigés étant largement préférés. Les tableaux sont à réserver à la présentation de données structurées (résultats, etc.).
- Les appels de note de bas de page (petits chiffres en exposant, introduits par l'outil «  Source ») sont à placer entre la fin de phrase et le point final[comme ça].
- Les liens internes (vers d'autres articles de Wikipédia) sont à choisir avec parcimonie. Créez des liens vers des articles approfondissant le sujet. Les termes génériques sans rapport avec le sujet sont à éviter, ainsi que les répétitions de liens vers un même terme.
- Les liens externes sont à placer uniquement dans une section « Liens externes », à la fin de l'article. Ces liens sont à choisir avec parcimonie suivant les règles définies. Si un lien sert de source à l'article, son insertion dans le texte est à faire par les notes de bas de page.
- La présentation des références doit suivre les conventions bibliographiques. Il est recommandé d'utiliser les modèles {{Ouvrage}}, {{Chapitre}}, {{Article}}, {{Lien web}} et/ou {{Bibliographie}}. Le mode d'édition visuel peut mettre en forme automatiquement les références.
- Insérer une infobox (cadre d'informations à droite) n'est pas obligatoire pour parachever la mise en page.

Pour une aide détaillée, merci de consulter Aide:Wikification.
Si vous pensez que ces points ont été résolus, vous pouvez retirer ce bandeau et améliorer la mise en forme d'un autre article.
 (juillet 2023).
Si vous disposez d'ouvrages ou d'articles de référence ou si vous connaissez des sites web de qualité traitant du thème abordé ici, merci de compléter l'article en donnant les références utiles à sa vérifiabilité et en les liant à la section « Notes et références ».
Alain Puisieux (né le 23 juin 1964 à Paris) est un pharmacien-biologiste français, professeur à l'Université Claude Bernard de Lyon 1 (France) et directeur du centre de Recherche à l'Institut Curie. Ses recherches portent sur l'hétérogénéité et l'instabilité des tumeurs ainsi que sur la plasticité cellulaire. Alain Puisieux est professeur de biochimie et de biologie moléculaire à l'Université de Versailles-Saint-Quentin (France).

## Biographie

### Formation et carrière professionnelle
Alain Puisieux a été étudiant en pharmacie à la faculté de pharmacie de Chatenay-Malabry de 1982 à 1986, puis interne des hôpitaux de Paris en Biologie médicale. En 1991, il obtient un doctorat pour ses travaux de recherche sur les mécanismes moléculaires de l'hépatocarcinogenèse développés au Massachusetts General Hospital de Boston (Harvard Medical School, USA). De 1992 à 1996, il a travaillé comme post-doctorant dans le laboratoire d'oncologie moléculaire de Mehmet Ozturk au Centre de lutte contre le cancer Léon Bérard (CLB) à Lyon (France). En 1999, Alain Puisieux a été nommé professeur à l'Université Claude Bernard de Lyon 1 (France). Il a joué un rôle important dans la mise en place des centres de diagnostic médical du cancer en France, marqué en 2001 par la création et la gestion du Laboratoire de génétique des cancers (CLB - HCL) visant à identifier les prédispositions pour les cancers héréditaires communs. Ce laboratoire, désormais intégré au réseau national d'oncogénétique, a été le premier laboratoire d'oncologie génétique soutenu par le Ministère français de la Santé.
Il a également joué un rôle important dans la structuration de la recherche sur le cancer en France. De 2003 à 2010, il a créé et dirigé l'unité de recherche "Oncogenèse et progression tumorale" de l'Institut national de la santé et de la recherche médicale (INSERM) associée au Centre Léon Bérard, puis, de 2011 à 2019, il a créé et dirigé le Centre de recherche en cancérologie de Lyon (CRCL), un centre de recherche principalement dédié à l'étude de la plasticité des cellules cancéreuses. Sous son impulsion, le CRCL a été placé au premier plan du développement de la recherche fondamentale et translationnelle en cancérologie à Lyon et dans sa région, avec la création successive de plusieurs fondations et réseaux scientifiques, dont la Fondation Synergie Lyon Cancer (2007), le Laboratoire d'Excellence DevWeCan (2011), le Site Intégré de Recherche en Cancérologie de Lyon (2012), et l'Institut de Convergence PLAsCAN (2017).
Depuis septembre 2019, Alain Puisieux est directeur du Centre de recherche de l'Institut Curie à Paris, un centre de recherche de renommée internationale, composé de 86 équipes scientifiques dédiées à la recherche fondamentale en sciences de la vie et à la recherche en cancérologie. S'appuyant sur les forces de l'Institut Curie en biologie cellulaire, immunologie, biologie du génome, chimie, physique et biologie computationnelle, il a mis en place un programme scientifique ambitieux avec l'interdisciplinarité au cœur de sa stratégie. Ce programme vise à développer des approches disruptives pour décrypter les principes fondamentaux de la biologie cellulaire et de l'homéostasie tissulaire et pour identifier les causes profondes des tumeurs malignes, dans le but de révéler de nouvelles cibles médicamenteuses et de nouvelles thérapies.
Professeur titulaire de l'Université Lyon 1 depuis 1999, il est également activement impliqué dans la formation en oncologie, donnant des cours aux étudiants en médecine et en pharmacie, et il a été directement impliqué dans la création du programme international de master en oncologie, le seul programme de master M1/M2 en France entièrement dédié à l'oncologie. Depuis 2020, Alain Puisieux est professeur titulaire de biochimie et de biologie moléculaire à l'université de Versailles-Saint-Quentin.

## Recherche scientifique
Cette section ne s'appuie pas, ou pas assez, sur des sources secondaires ou tertiaires indépendantes du sujet. Le texte peut contenir des analyses inexactes ou inédites de sources primaires.
Pour l'améliorer, ajoutez-en, ou placez des modèles {{Source secondaire souhaitée}} ou {{Source secondaire nécessaire}} sur les passages mal sourcés. (août 2023)
Alain Puisieux a contribué à la caractérisation de la première signature moléculaire d'un cancérogène chimique, décrite dans le contexte de la mutation du gène p53 dans les hépatocarcinomes liés à l'ingestion d'aflatoxine B1. Il a également identifié un syndrome de prédisposition génétique au cancer, sous-jacent à des mutations dans des gènes de la voie de réparation des mésappariements de l'ADN,. Alain Puisieux est surtout connu pour ses travaux de recherche sur le rôle de la transition épithélio-mésenchymateuse (EMT) dans le développement du cancer.  Il a notamment démontré pour la première fois, avec l'équipe de Robert Weinberg, que l'expression de facteurs de transcription induisant l'EMT (EMT-TFs) confère aux cellules cancéreuses du sein des caractéristiques de tige, donnant naissance à la notion d'interconversion entre l'état de cellule souche cancéreuse (CSC) et l'état de cellule non souche cancéreuse. Il a également été le premier à démontrer la coopération entre les EMT-TFs et les oncoprotéines mitogènes pour la transformation maligne des cellules humaines,,,et l'influence de l'expression endogène des EMT-TFs sur l'histoire naturelle de la tumorigenèse mammaire,. En 2018, ces résultats originaux ont conduit Alain Puisieux à développer le concept de "pliance cellulaire" dans le contexte des tumeurs malignes de l'adulte. Ce concept émergent, initialement proposé par Dyer et ses collègues pour les tumeurs pédiatriques, est défini comme la capacité intrinsèque d'une cellule à s'adapter à un événement oncogénique privé. Selon cette notion, chaque état de différenciation discret au sein d'une lignée cellulaire donnée est associé à une propension unique à la transformation maligne, qui est déterminée épigénétiquement, dictant l'histoire génétique de la tumorigenèse.

## Prix et distinctions
- Chevalier dans l’Ordre national de la Légion d’Honneur (2021)[16]
- Prix René et Andrée Duquesne - Comité départemental de Paris de La Ligue contre le Cancer (2019)
- Membre Titulaire de l’Académie Nationale de Médecine (2019- )[17],[18]
- Grand Prix Ruban Rose de la Recherche - Association : Le Cancer du Sein, Parlons-en !  (2018)[19]
- Grand Prix Charles Oberling de la Fondation ARC (2017)
- Prix Dandrimont-Bénicourt - Fondation de l’Institut de France - Académie des Sciences (2017)
- Chevalier dans l’Ordre des Palmes Académiques, Ministère de l’Education Nationale, de l’Enseignement Supérieur et de la Recherche (2012)
- Proffered Paper Award, European Association for Cancer Research (2012)
- Membre Titulaire de l’Académie Nationale de Pharmacie (2012- )[20]
- Membre Correspondant de l’Académie Nationale de Médecine (2011-2018)[17]
- Membre Sénior de l’Institut Universitaire de France (IUF) (2010-2015)[21]
- Prix de l’Université Claude Bernard Lyon 1 (2010)
- Membre Correspondant de l’Académie Nationale de Pharmacie (2009-2012)
- Bénéficiaire de la PEDR (Prime d’encadrement doctoral et de recherche) depuis 2009
- Prix Raymond Rosen de la Fondation pour la Recherche Médicale (2009)
- Prix du comité départemental de la Drôme de la Ligue contre le Cancer (1995)
- Prix de Thèse de Doctorat d'Etat de l'Université Paris V (1993)
- Prix de l'Université de Paris XI (1984)
- Prix de l'Université de Paris XI (1983)